# Symfonie nr. 1 (Rachmaninov)
Symfonie nr. 1 in d-mineur, op. 13 is een compositie voor orkest van de Russische componist Sergej Rachmaninov.
Deze symfonie is een goed voorbeeld van de talenten van Rachmaninov in zijn vroege periode. Het werk is geschreven in 1895, en de ontvangst bij de première in 1897 was desastreus. Rachmaninov was uiterst teleurgesteld. Het kostte hem een aantal jaren om deze tegenslag te verwerken. Na zijn dood werd het “opnieuw ontdekt” en er wordt inmiddels aanmerkelijk positiever over gedacht.

## Kritische ontvangst

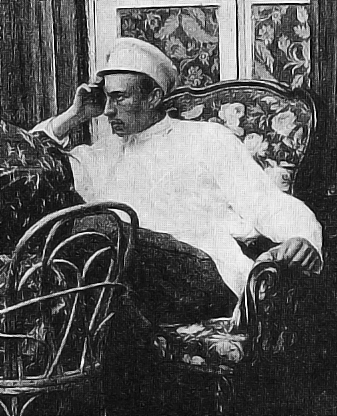
Rachmaninov, in de zomer van 1897, na de desastreuze première van zijn eerste symfonie.

Rachmaninov was 22 jaar oud toen hij dit werk componeerde, tussen januari en 30 augustus 1895. De symfonie ging in première op 5 maart 1897 in Sint-Petersburg onder leiding van Alexander Glazoenov, toen Rachmaninov bijna 24 was. Het werd een complete mislukking; Rachmaninov zelf verliet gekweld de zaal voordat de uitvoering ten einde was. Glazoenov zou dronken zijn geweest. Het werk werd afgekraakt. De beroemdste kritiek is van César Cui (zelf een componist wiens werk geen repertoire heeft gehouden), die zei: "als er een conservatorium is in de hel, en als een van de studenten daar zou een compositie schrijven die gebaseerd zou zijn op de tien Egyptische plagen, en als hij dat werk in de stijl van Rachmaninov geschreven zou hebben, dan zou hij daar uitstekend in geslaagd zijn en de bewoners van de hel zouden verrukt zijn geweest."
Na de mislukking zou Rachmaninov tot 1899 niet in staat geweest zijn om te componeren, totdat familie en vrienden hem overhaalden in hypnotherapie te gaan bij de psychiater Nikolai Vladimirovitsj Dahl. Het resultaat zou zijn geweest dat Rachmaninov het immense populaire tweede pianoconcert schreef, dat in 1900 in première ging. Het werk is opgedragen aan Dahl.

## Het tweede leven van een symfonie
De eerste symfonie werd niet meer gespeeld na de mislukking in 1897. Rachmaninov verscheurde zelfs de partituur. Kort na zijn dood ontdekte men belangrijke delen ervan en een aantal leerlingen onder leiding van de prominente dirigent Aleksandr Gauk slaagde erin de symfonie te reconstrueren. De tweede première van het werk vond plaats op 17 oktober 1945 in het Conservatorium van Moskou onder Gauks leiding. Dit leidde ertoe dat de muziek van Rachmaninov in Rusland opnieuw geëvalueerd werd, ditmaal met meer enthousiasme dan daarvoor. In Amerika vond de première plaats in 1948 onder leiding van Eugene Ormandy.
Vandaag de dag beschouwt men de eerste symfonie als een van Rachmaninovs beste werken. Het werk is vol jeugdig enthousiasme, melodieën die een hoge vlucht nemen en laat zijn beginnende fascinatie voor Russisch-orthodoxe gezangen horen. De Wagneriaanse orkestratie is voorzien van een zware kopersectie, een tamtam en een tamboerijn. Interessant is in elk deel de aanwezigheid van het Dies Irae-motief dat in vele van zijn werken voorkomt. Verder laat het opschrift op de partituur van het Bijbelse citaat "Wraak is aan mij, ik zal vergelden, sprak God" het nodige te raden over, samen met de opdracht, aan "A.L." Dit was naar alle waarschijnlijkheid Anna Aksandrovna Lodizheskaya, die zigeunerbloed in zich had. Samen met het feit dat hetzelfde citaat ook door Leo Tolstoj is gebruikt bij Anna Karenina (die verliefd werd op een twintig jaar oudere man) geeft voldoende aanleiding tot speculatie, en verklaart misschien iets van de heftigheid van deze symfonie, en de melodische oriëntaalse zigeunerachtige aspecten ervan.
Rachmaninov citeert het eerste thema van het eerste deel van de symfonie in zijn Symfonische dansen uit 1940, maar veel serener, met een weelderige en vredige orkestratie. De symfonie was ruim veertig jaar niet uitgegeven of uitgevoerd en het is onwaarschijnlijk dat iemand buiten Rachmaninovs directe omgeving het citaat opmerkte. Hieruit is geconcludeerd dat Rachmaninov de mislukking weliswaar had geaccepteerd, maar het nog steeds niet eens was met de negatieve kritieken en het thema zo een nieuwe kans gaf.

## Instrumentatie
De symfonie is geschreven voor 3 fluiten (3e ook piccolo), 2 hobo’s, 2 klarinetten, 2 fagotten, 4 hoorns, 3 trompetten, 3 trombones, tuba, pauken, bekkens, grote trom, kleine trom, triangel, tamboerijn, tamtam (slagwerk voor 5 spelers) en strijkorkest (1e en 2e violen, altviolen, celli en contrabassen).

## Delen
De symfonie is opgebouwd uit vier delen:
- Grave -- allegro non troppo in d-mineur
- Allegro animato in F-majeur
- Larghetto in Bes-majeur
- Allegro con fuoco in D-majeur